# Antigen-Kreuzpräsentation
Die Antigen-Kreuzpräsentation bezeichnet in der Immunologie die Antigenpräsentation von extrazellulären Antigenen an MHC-I.

## Eigenschaften
Der Großteil der extrazellulären Antigene wird als Epitope an MHC-II präsentiert, nachdem die Antigene per Endozytose bzw. Phagozytose aufgenommen und durch Peptidasen zu Peptiden fragmentiert wurden. An MHC-II binden CD4-positive T-Helferzellen, die eine humorale Immunantwort induzieren. An MHC-I binden dagegen vor allem Peptide, die aus dem Zytosol stammen. MHC-I-gebundene Peptide werden CD8-positiven zytotoxischen T-Zellen präsentiert (zelluläre Immunantwort).
Dennoch werden an MHC-I in geringem Umfang auch Peptide extrazellulären Ursprungs präsentiert (Antigen-Kreuzpräsentation). Zwar kommt dies in vielen verschiedenen Zelltypen vor, jedoch immunologisch bedeutsam ist vor allem die Kreuzpräsentation bei den verschiedenen dendritischen Zellen und bei den Makrophagen, insbesondere von CD8α-positiven dendritischen Zellen für lösliche Antigene und von Fcγ-positiven dendritischen Zellen bei an Fcγ gebundenen Immunkomplexen. Dabei können dendritische Zellen auch Antigene von anderen Zelltypen übernehmen, die virale Antigene oder Tumorantigene besitzen, indem sie deren Exosomen phagozytieren oder direkt einen Teil der Nachbarzelle phagozytieren. Die Kreuzpräsentation gegenüber naiven zytotoxischen T-Zellen (Erstkontakt) wird als cross-priming bezeichnet. Die Kreuzpräsentation dient als Ergänzung zur humoralen Immunantwort gegen extrazelluläre Antigene, insbesondere, wenn Antikörper alleine nicht ausreichend sind, wie beispielsweise bei einer Immunevasion.

## Aufnahme in die dendritische Zelle
Extrazelluläre Antigene werden zunächst von dendritischen Zellen in Phagosomen aufgenommen, durch die Peptidasen Cathepsin S und anschließend durch IRAP (Insulin-regulierte Aminopeptidase) in Peptide zerlegt. Die Peptide werden über Sec61 oder über ein noch unbekanntes Transportprotein ins Zytosol entlassen, sodass die Peptide über den Weg der MHC-I-Präsentation an die Zelloberfläche kommen und CD8-positiven zytotoxischen T-Zellen zur Auslösung einer zellulären Immunantwort oder zur Induktion einer Immuntoleranz präsentiert werden können. Damit die Zerlegung der Antigene nicht zu weit geht, werden zudem Sec22b (ein fusogenes Protein aus der SNARE-Proteingruppe) oder VAMP8 in die Phagosomen rekrutiert, die wiederum NOX2 rekrutieren, wodurch die Phagosomenmembran durch reaktive Sauerstoffspezies perforiert wird und Peptide ins Zytosol freigesetzt werden. Während die Aufnahme per Pinozytose relativ ineffizient ist, führt eine rezeptorvermittelte Endozytose (beispielsweise über den Mannose-Rezeptor) oder – bei Aufnahme von toten Zellen – eine rezeptorvermittelte Endozytose über Clec9a zu einer stärkeren Kreuzpräsentation. Der effizienteste Weg der Aufnahme bei der Kreuzpräsentation erfolgt über die Phagozytose.

## Präsentation auf der dendritischen Zelle
Bei der Kreuzpräsentation gibt es drei Wege, die aufgenommenen Antigene per Exozytose wieder an die Zelloberfläche zurückzubringen, damit sie präsentiert werden können: per Import vom Zytosol ins endoplasmatische Retikulum via den Antigenpeptidtransporter (TAP) und anschließender Exozytose, per direktem Import vom Zytosol in Exosomen via TAP mit anschließender Exozytose und per direkter Sekretion von außen aufgenommener Antigene in Endosomen via Exozytose ohne Beteiligung des Zytosols. Das MHC-I befindet sich in einem Kreislauf zwischen Endosomen und Zelloberfläche.

## Geschichte
Die Kreuzpräsentation von Antigenen wurde erstmals 1976 von Michael J. Bevan beschrieben. Aufgrund methodischer Schwierigkeiten hinsichtlich der verschiedenen Modellsysteme (in vitro und in vivo, Tierart) und aufgrund der verschiedenen Wege der Kreuzpräsentation wurde die Existenz der Kreuzpräsentation und ihre Mechanismen in den ersten Jahrzehnten nach der Entdeckung kontrovers diskutiert. In den 1990er Jahren wurde die Antigen-Kreuzpräsentation bei viralen und Tumorantigenen gezeigt.